# Antona suffusa
Antona suffusa är en fjärilsart som beskrevs av Max Wilhelm Karl Draudt 1918. Antona suffusa ingår i släktet Antona och familjen björnspinnare. Inga underarter finns listade i Catalogue of Life.